# Pierluigi Calderoni
Pierluigi Calderoni (Roma, 14 dicembre 1949) è un musicista e batterista italiano.
È noto soprattutto per essere stato batterista del gruppo progressive Banco del Mutuo Soccorso.
Dopo aver lasciato il Banco, ha proseguito la sua carriera di batterista in diversi progetti di musica jazz e fusion. È inoltre uno stimato insegnante di batteria.

## Biografia
Calderoni iniziò da giovane a suonare la batteria; a 17 anni iniziò la sua professione con il gruppo dei I Dannati che cambieranno poi in Esperienze. Dal 1971 al 1991 diventa un componente del Banco del Mutuo Soccorso collaborando anche con l'Assemblea Teatro di Torino. Nel 1978 partecipa al film di Federico Fellini Prova d'orchestra. Nel 1988 suona con Riccardo Cocciante. Dal 1994 al 2002 lavora con Pierangelo Bertoli. Dal 1997 suona con gli Indaco e i Bermuda Acoustic Trio. Dal 2005 con il gruppo Samadhi. Dal 2017 al 2019 suona con gli Indiana Supermarket insieme a Gianni Pieri (Violoncello) e Fabrizio Allegrini (Piano e Tastiere).

## Discografia
- 1972 - Banco del Mutuo Soccorso - Banco del Mutuo Soccorso (album) (1972)
- 1972 - Banco del Mutuo Soccorso - Darwin!
- 1973 - Banco del Mutuo Soccorso - Io sono nato libero
- 1975 - Banco del Mutuo Soccorso - Banco
- 1976 - Banco del Mutuo Soccorso - Garofano rosso
- 1976 - Banco del Mutuo Soccorso - Come in un'ultima cena
- 1978 - Banco del Mutuo Soccorso - ...di terra
- 1979 - Banco del Mutuo Soccorso - Canto di primavera
- 1979 - Banco del Mutuo Soccorso - Capolinea
- 1980 - Banco del Mutuo Soccorso - Urgentissimo
- 1981 - Banco del Mutuo Soccorso - Buone notizie
- 1983 - Banco del Mutuo Soccorso - Banco
- 1985 - Banco del Mutuo Soccorso - E via
- 1985 - Banco del Mutuo Soccorso - Grande Joe
- 1989 - Banco del Mutuo Soccorso - Non mettere le dita nel naso
- 1991 - Banco del Mutuo Soccorso - Da qui messere si domina la valle
- 1994 - Banco del Mutuo Soccorso - 13
- 1995 - Pierangelo Bertoli - Una voce tra due fuochi
- 1997 - Vento nel deserto
- 1999 - Amorgos
- 2000 - Spezie "Live"
- 2002 - Terra Maris
- 2005 - Porte d'oriente